# Hot Wheels: AcceleRacers
Hot Wheels: AcceleRacers é uma série de quatro filmes em animação digital produzida pela empresa canadense Mainframe Entertainment e distribuída pela Warner Bros. Television, sendo a sequencia direta da minissérie Hot Wheels: Via 35 - Corrida Mundial, que comemora os 35 anos da marca de carros em miniatura Hot Wheels. Apesar de ser uma continuação, AcceleRacers conta com uma nova estética e a inclusão de novos personagens, cenários e veículos, além de uma linha exclusiva de brinquedos lançada pela Mattel.
Os quatro filmes da série foram exibidos nos Estados Unidos dentro do quadro Toonami, do Cartoon Network, entre 8 de janeiro e 1 de outubro de 2005. No Brasil, os longas por sua vez foram transmitidos somente em televisão aberta, sendo usualmente apresentados no programa Sábado Animado, do SBT.
Através da Warner Home Video, os filmes também foram lançados em DVD, com os dois primeiros recebendo juntamente uma versão em VHS. Entre outros conteúdos adicionais, os DVDs contam ainda com 16 episódios extras de curta duração (originalmente lançados no site oficial do Cartoon Network durante os períodos de hiato entre as exibições dos longas), os quais são cruciais para a compreensão da história. Além disso, um disco com a trilha sonora da animação foi lançado pela Sony BMG no dia 30 de agosto de 2005, o qual conta com treze faixas e uma hidden track.

## Enredo
Após o término da Corrida Mundial, o cientista Peter Tezla, fundador da Corporação Scrim e organizador da competição, iniciou uma intensa pesquisa sobre o Anel do Poder, que se encontrava no final da Via 35. Com base nos estudos dos simbolismos deste misterioso artefato, Tezla descobriu que chegar ao fim da Via 35 foi só o primeiro passo de uma jornada mapeada pelos seres extraterrestres Accelerons, e que o Anel do Poder não era apenas uma fonte de energia como todos pensavam: ele também seria capaz de abrir extraordinários e desafiadores mundos de corrida. Cada um destes mundos, chamados por Tezla de "Reinos de Corrida", possuem um modelo e uma dificuldade diferente, sendo assim, os pilotos que entrarem e dominarem a técnica certa de cada um deles consequentemente chegarão ao seu final e conquistarão cartões de energia conhecidos como AcceleChargers. Este "prêmio", além de ser muito poderoso, dá ao carro que o utiliza incríveis poderes e habilidades, o que facilita a pilotagem nas corridas seguintes. O piloto que completar todos os Reinos ganhará o direito de disputar uma corrida final com os Accelerons para então entrar em seu mundo.
Em consequência de suas importantes descobertas, Tezla resolveu retornar à Via 35 e reaver o Anel do Poder, já que o artefato havia sido devolvido ao final da dimensão por Vert Wheeler e não estava mais sob sua posse. Contudo, lá ele acaba sendo atacado e gravemente ferido por mortais robôs que também estavam atrás do anel, deixando que estes misteriosos androides capturassem o objeto. Ainda que em estado grave, o cientista conseguiu escapar logo em seguida.
Mesmo não tendo mais o poderoso artefato em suas mãos, Tezla conseguiu, antes de ele ser devolvido, gravar os padrões reais de seus comprimentos, ondas, e vibrações, gerando assim vários hologramas para facilitar suas novas pesquisas e para posteriormente adentrar aos Reinos sem o objeto estando presente. Com a ajuda de um time de antigos corredores da Corrida Mundial convocados sob extremo sigilo e de alguns engenheiros, o cientista foi mais tarde capaz de construir o Acceledrome, uma nova e gigantesca sede ocultada por um imenso holograma.
Em uma de suas pesquisas, Tezla fez uma nova descoberta: a androide Gelorum, que estava atrás do Anel do Poder durante a Corrida Mundial, na verdade era líder dos mortíferos robôs que o atacaram. Chamados de Racing Drones, estes pilotos robôs foram construídos pelos Accelerons há milhares de anos com o intuito de testar suas pistas e elevar suas habilidades de direção, mas tempo depois se rebelaram contra seus criadores. Procurando saber mais sobre os robôs, o cientista e sua equipe encontraram indícios de que eles usariam o Anel do Poder para se vingar dos Accelerons e então tomar posse do planeta Terra, o qual lhes serviu de "prisão" por milhares de anos até que a humanidade se civilizasse.
Meses depois, sabendo que Gelorum e os Drones já estavam correndo pelos Reinos de Corrida e conseguindo AcceleChargers, Tezla, movimentando-se agora somente com ajuda de complexos aparelhos, mandou seus pilotos para as corridas, que obtiveram acesso aos Reinos graças a um holograma criado pelo cientista que ressoa com as emanações do verdadeiro Anel do Poder. Após algumas corridas, porém, três pilotos acabaram não conseguindo voltar de dentro dos Reinos, que ficam abertos durante apenas uma hora.
Enfrentando esta crítica situação, Tezla convoca então duas das melhores equipes de rua da cidade de Los Angeles, que contam com alguns ex-pilotos da Corrida Mundial: a Teku e a Metal Maniacs. Sendo uma tarefa difícil, a rivalidade entre a Teku e os Metal Maniacs causa falta de concentração entre os pilotos durante as corridas, mas, de acordo com Tezla, gera o espírito de competição que ele acha ser preciso para vencer as corridas e impedir que os Drones consigam alcançar seus objetivos.

## Filmes
Confira abaixo informações sobre os quatro filmes da série.
| Nº | Título                                          | Diretor                        | Exibição original    |
| 1  | Hot Wheels: AcceleRacers - Ignition             | Andrew Duncan & Gino Nichele   | 8 de janeiro de 2005 |
| 2  | Hot Wheels: AcceleRacers - The Speed of Silence | Andrew Duncan & William Gordon | 19 de março de 2005  |
| 3  | Hot Wheels: AcceleRacers - Breaking Point       | William Lau                    | 25 de junho de 2005  |
| 4  | Hot Wheels: AcceleRacers - The Ultimate Race    | Andrew Duncan                  | 1 de outubro de 2005 |
| -- | ----------------------------------------------- | ------------------------------ | -------------------- |

## Personagens
Confira abaixo informações sobre os personagens apresentados na série.

### Teku
Correta, jovem e impetuosa, a equipe Teku gosta de correr sob as suas próprias condições. Dirigindo alguns dos mais exóticos e modificados carros esportivos na rua, seus acessórios são de dar inveja. Em seus automóveis, encontramos equipamentos de DVD e videogames, onde espetáculos coloridos programáveis distraem os pilotos adversários, além de sistemas de som poderosos que podem fazer com que as suas ondas sonoras empurrem outros carros. A equipe possui a melhor tecnologia clandestina existente, além de peças caras e avançadas, com seus carros possuindo ênfase na customização. A palavra Teku é derivada da pronúncia japonesa da palavra "Tecnologia", com seu logotipo tendo a escrita japonesa do termo (テク). Abaixo, confira detalhes sobre os membros da Teku.
- Josef "Vert" Wheeler: Três anos depois de vencer a Corrida Mundial, Vert Wheeler agora aparenta ter uma personalidade mais madura, acreditando não ser mais a criança ingênua da época daquele grande evento. Entretanto, apesar de ter crescido, mostra ter ainda muito o que aprender, dada a constante falta de confiança presente em seu caminho. Antigamente, Vert era um dos melhores surfistas de sua cidade e um hábil skatista, mas após vencer a corrida como capitão do time Detonadores de Ondas e se juntar à Teku, decidiu focar-se no universo automobilístico. Mesmo que tenha amadurecido com o passar dos anos, seu senso de justiça continuou consigo, ingrediente que tem de tudo para transformar-lhe num herói. Dentro dos Reinos de Corrida, sempre procura provar que o título de piloto mais rápido do mundo não foi conquistado por sorte, como muitos acreditam, estando faminto pelo próximo triunfo. Suas habilidades na direção o qualificam para o papel de líder da Teku, fazendo com que constantemente exista uma certa tensão entre ele e Nolo, o atual líder do grupo. Ao final da série, Vert venceu a androide Gelorum sem o uso dos AcceleChargers e se tornou um AcceleRacer, mas recusou-se a seguir um dos Accelerons ao seu mundo, escolhendo retornar ao Acceledrome para ajudar os outros pilotos contra os Drones. Ele conseguiu ajudá-los a escapar, mas acabou parando depois na sede dos Silencerz, onde descobriu que o líder desta misteriosa equipe é seu pai, Jack Wheeler. Durante a série, Vert pilotou os veículos Deora II, Power Rage, Nightlife e Reverb.
- Kurt Wylde: Lado a lado com seu obscuro passado, Kurt Wylde tornou-se uma pessoa calma e retraída. Ele ainda se envergonha das coisas que fez na Corrida Mundial, quando foi espião da androide Gelorum, tendo de lidar agora com suspeitas de outros pilotos. Como resultado, Kurt quer provar que não é um vilão, e que merece seu lugar na brava equipe Teku. Apesar de tudo, possui uma boa amizade com Nolo, o atual líder da Teku, vendo tal relação como uma compensação para aquela que nunca teve com seu irmão mais novo Mark Wylde, hoje parte da equipe rival Metal Maniacs. Antes de fazerem parte de suas atuais equipes, Kurt e Mark envolveram-se em um tipo de atividade ilícita que deu errado. Por achar que isso o arruinaria, Kurt, que já havia saído do negócio, resolveu não contar tudo o que sabia para a polícia, levando Mark a ser sentenciado a 2 anos de prisão. Durante a série, Kurt pilotou os veículos Sling Shot e Battle Spec.
- Nolo Pasaro: Um garoto arrogante de 18 anos, Nolo Pasaro é o atual líder da Teku, tendo herdado a liderança após a morte de seu irmão mais velho Tone. Mesmo com um encargo sério sobre seus ombros, quer sempre ser o centro das atenções. Órfão desde pouca idade, cresceu nas ruas, tendo sido encontrado algum tempo depois por Tone. Nolo possui um ego enorme, e nunca admite estar errado. Felizmente, ele possui uma habilidade para pilotar que justifica a sua super-confiança. Corre com a Teku principalmente para se vingar de Tork, que, segundo o próprio Nolo, é o responsável pela morte de seu irmão. Apesar do seu jeito "marrento", Nolo parece ter uma certa amizade com sua equipe, especialmente com Shirako e Kurt. Durante a série, pilotou os veículos Synkro, High Voltage e SpecTyte.
- Karma Eiss: Karma Eiss é uma elegante mulher de cabelos longos, olhos azuis gélidos, e um jeito inabordável irresistível. Na opinião dela, a vida é fácil, logo, ela corre para se testar contra os desafios da estrada. O potencial desastre que a espera lhe traz uma emoção inigualável, e fazer uma curva o mais rápido possível com seu carro não é certamente uma coisa ruim para ela. Subsequentemente, Karma e Taro parecem desenvolver uma certa relação, mas ambos não gostam tanto de demonstrá-la já que são de equipes rivais. Durante a série, pilotou o veículo Chicane.
- Shirako Takamoto: Introspectivo e calado, Shirako Takamoto geralmente preocupa-se mais com outras coisas do que a vitória, mas quando decide se concentrar na corrida, certificará de fazer isso com estilo. Utilizando fones de ouvido 24 horas por dia, seu carro é um espetáculo de som e luz, equipado com mais recursos de áudio e vídeo do que qualquer outro membro da equipe Teku. Durante as corridas, gosta de se exibir fazendo manobras espetaculares. Não importando as circunstancias, estará sempre de fones ouvindo música no último volume. Em certo ponto, Nolo cita que Shirako não liga muito para as advertências dos amigos, explicando a Lani que já perdeu a conta das vezes que o avisaram e ele não os escutou. Durante a série, Shirako pilotou os veículos Bassline e Nightlife.
- Tone Pasaro: Tone Pasaro, o irmão mais velho de Nolo, era um corredor lendário, tendo sido o fundador da Teku. Durante uma corrida contra Tork, o líder da equipe Metal Maniacs, Tone cometeu um grave erro de derrapagem e morreu. Este lamentável evento aumentou a rivalidade entre as duas equipes, já que Nolo culpa Tork pela morte do irmão, chegando mesmo a suspeitar que o carro de Tone tenha sido alterado pelos Metal Maniacs antes da prova. Durante a série, foi possível observar que ele pilotava o veículo Synkro, antes de Nolo reconstruí-lo em sua homenagem.

### Metal Maniacs
Os Metal Maniacs são um grupo de pilotos fortes e briguentos. Componentes de alta tecnologia e ferro-velho se combinam com um motor a jato para fazer desta uma frota formidável de máquinas super-alimentadas. Possuindo um tratamento áspero, seus carros são projetados para parecerem maus, com um aspecto nervoso e duro, extremidades denteadas e bolas de fogo. Ao contrário da Teku, seus principais rivais, que são mais civilizados, os Metal Maniacs têm um estilo grosseiro e despreocupado. Abaixo, confira informações sobre os membros da Metal Maniacs.
- Mark "Markie/Wylde" Wylde: Mark Wylde, o irmão mais novo de Kurt, é um piloto totalmente despreocupado e arrogante. Cheio de tatuagens, Mark acha que dirigir é apenas "um grande barato" desde que começou a competir. Ao contrário dos outros membros da equipe Metal Maniacs, Mark não corre pelo prazer de correr. Ele está lá só para provar que é o melhor, e principalmente, melhor que seu irmão mais velho. Um ex-piloto da Corrida Mundial, quando foi membro do time Detonadores de Ondas, liderado por Vert, Mark acabou sendo preso após o fim da competição por fazer parte de um suspeito tipo de atividade. Na cadeia, moldou uma nova e incontrolável personalidade, sendo quase totalmente consumido pelo ódio por Kurt, já que considerava-o como o grande culpado pela sua prisão. Após ser liberto, sem ter um lugar para ir, foi aceito pelos Metal Maniacs. Subsequentemente, Mark acabou parando na base dos Racing Drones, onde foi torturado e teve seu braço direito robotizado. Entretanto, a Teku e a Metal Maniacs acabaram trabalhando juntas para que Kurt pudesse salvar seu irmão dos mortais Drones. Durante a série, Mark pilotou os veículos Spine Buster e Flathead Fury.
- Tork Maddox: Tork Maddox é o atual líder dos Metal Maniacs. Sem se importar com muitas coisas, vive de competições e desafios. Seja lutando, praticando esportes, ou, melhor do que tudo, correndo, tem sempre o mesmo pensamento: assumir qualquer desafio. Se você quer que ele faça algo, basta apostar com ele que não o fará. Seu estilo de liderança forte e decidido faz com que seja sempre muito respeitado pelos seus membros, exceto Mark Wylde. Entretanto, Tork nunca manifesta sua opinião sobre nada, principalmente sobre a morte de Tone Pasaro, uma vez que ele próprio se culpa pelo seu falecimento, sofrendo muitas vezes de pesadelos que relembram o fatídico dia. Procurando colocar sua equipe acima de si, Tork sempre tenta tomar as decisões que farão o melhor para todos. Quando estava disputando a liderança dos Metal Maniacs com Wylde, irmão de Kurt, Tork hesitou em jogá-lo para fora da pista por medo de fazer o mesmo que achava ter feito com Tone, deixando-o vencer a corrida. No entanto, Wylde, como líder dos Metal Maniacs, mostrou ter dificuldades em tomar decisões importantes, fazendo Tork reassumir a equipe. Durante a série, pilotou o veículo Hollowback.
- Taro Kitano: Nascido no Japão, o sempre solitário e soturno Taro Kitano encontrou uma casa quando se uniu à Metal Maniacs. Neste grupo rude, descobriu um lugar perfeito para poder relaxar. Tranquilo e perfeccionista, Taro tem atração por Karma Eiss, uma piloto da equipe Teku, a vendo como uma alma gêmea. No entanto, por pertencerem a equipes diferentes, eles expressam sua atração com uma forma especial de rivalidade na estrada. Um ex-piloto da Corrida Mundial, Taro, embora quieto, costuma prestar muita atenção em tudo ao seu redor. Durante a série, pilotou os veículos '70 Plymouth Road Runner e Rivited.
- Deezel "Porkchop" Riggs: Deezel Riggs, o "Porkchop", é um brutamontes barbudo coberto de correias. Usa um enorme colar em torno do pescoço, e em situações tensas, costuma colocar o osso presente neste colar entre os dentes. Nas pistas, Porkchop recusa-se a desviar de qualquer obstáculo que esteja presente em sua frente, já que acredita poder sempre passar por cima e esmagá-lo. Nunca perdeu uma corrida até correr contra Teku, onde possui grande rivalidade em específico com Shirako (principalmente por odiar seu gosto musical). No decorrer da trama, é revelado que Porkchop tem medo de água, justificando tal fobia por seu pai certa vez ter quase o deixado se afogar. Durante a série, Porkchop pilotou os veículos Jackhammer, Jaw Jammer, Piledriver e Old Smoky.
- Mitchell "Monkey" McClurg: Como um duende nervoso e esquelético, Mitchell McClurg, o "Monkey", é o mágico da mecânica dos Metal Maniacs. Ele é o responsável por consertar e regular os carros da equipe, encontrando-se em constante desespero com os danos que estes possam sofrer na estrada. Embora seja um bom piloto, Monkey não gosta muito de estar atrás do volante, a menos que isto seja necessário, já que considera dirigir muito estressante. Monkey também não gosta de ser chamado por seu nome real, Mitchell. Durante a série, pilotou os veículos Rollin' Thunder, Spine Buster e Rat-ified.

### Racing Drones
Robôs humanoides originalmente criados para testes, os eternos Racing Drones foram construídos há muitos anos pelos seres extraterrestres Accelerons com o intuito de estudar e melhorar suas habilidades de pilotagem, tendo como principal característica sua inteligência artificial extremamente avançada, a qual fazia com que constantemente questionassem sua existência. Após algum tempo, eles se rebelaram contra seus criadores, obrigando-os a deixar seus robôs num inabitado planeta Terra e voltar para seu mundo. Depois de renascerem das trevas graças à civilização dos seres humanos, Gelorum, líder dos Racing Drones, os escondeu durante a saga Via 35, que visava tomar o Anel do Poder. Contudo, após falhar nesta ocasião, a androide resolveu evoluir todos seus robôs e deixá-los prontos para se vingar dos Accelerons, conseguir acesso ao seu mundo, e enfim destruí-los. Tecnicamente falando, estes robôs são superiores a qualquer adversário humano. Eles competem sem medo e sem consideração pela vida e não sentem nada por qualquer criatura viva. Esta determinação para ganhar faz parte da programação básica de cada um deles. Fabricados em número ilimitado, os Racing Drones pretendem sair vitoriosos de todos os reinos de corrida a qualquer preço. Abaixo, confira os principais Racing Drones e seus modelos.

#### Pilotos
- Gelorum: A diabólica e suprema líder dos Racing Drones. Aparentemente uma mulher, Gelorum na verdade é um robô escondido atrás de um rosto humano, sendo que, na Corrida Mundial, suas feições robóticas eram imperceptíveis. Durante esta competição, ela foi a mentora dos robôs CLYP, uma versão de androides oriundos dos Drones, que naquela ocasião estavam escondidos, e após ter fracassado em seu objetivo de capturar o Anel do Poder, prometeu que voltaria muito mais forte. A promessa foi cumprida: com cicatrizes no corpo e no rosto referentes à grande batalha do final da Via 35, depois de um período aprimorando seus Racing Drones, retornou até a Hot Wheels City para tomar o anel, cujo ato se sucedeu. Suas origens são muito obscuras, assim como a de todos os outros Drones, querendo nada mais que vingança contra seus criadores, estando disposta a qualquer coisa para conseguir isso. No entanto, apesar de ser o melhor piloto desta mortal equipe robótica, ela não corre nos reinos, comandando seus robôs de dentro do Quartel General. Soberba e amedrontadora, Gelorum não tem piedade de nada e de ninguém, nem mesmo de seus androides, não tolerado qualquer tipo de falha que venha a ocorrer. Durante a série, pilotou o veículo RD-09.
- RD-L1: RD-L1 ("Racing Drone Lieutenant") é o nome dado ao maior e mais poderoso modelo produzido em grande escala pelos Racing Drones. Principais pilotos de Gelorum, os RD-L1 são monstros robóticos de dois metros e meio de altura feitos de metal preto e brilhante. Não querendo nada além da destruição de todos os seus adversários, eles lideram os Racing Drones dentro das corridas. Quando entram nos seus carros, partes de seus corpos robóticos na verdade compõem a maior parte dos veículos. Habilidosos e agressivos, a memória interna (que atua como uma só em todos os RD-L1) destes robôs foi ameaçada várias vezes de extinção por Gelorum graças a algumas falhas que resultaram nas derrotas dos Drones em alguns Reinos. De qualquer maneira, é o modelo mais poderoso dos Racing Drones, além de ser o único produzido em grande escala que possui a capacidade de fala. Durante a série, pilotaram os veículos RD-08 e RD-05.
- RD-S1: RD-S1 ("Racing Drone Soldier") é o nome dado a um modelo robótico produzido em grande escala pelos Racing Drones, sendo um pouco menores do que os RD-L1, mas não menos ameaçador. Gelorum tem milhares destes pilotos robóticos à sua disposição e, como outros Drones, os RD-S1 podem expandir suas características humanoides. Equipados com armas e ferramentas especiais, também possuem apêndices adicionais em suas estruturas corporais. Durante a série, pilotaram os veículos RD-02 e RD-06.
- MD-01: MD-01 ("Motorcycle Drone"), também conhecido como RD-M1 ("Racing Drone Motorcycle"), é um modelo robótico dos Racing Drones de pequeno porte que utiliza motocicletas. Milhares destes "motoqueiros" estão a disposição de Gelorum, tendo como principal característica a capacidade de sair de dentro do Sweeper, um caminhão gigante que engole carros, proporcionando ataques-surpresa. Durante a série, pilotaram a motocicleta RD-07.
- Pilotos do Sweeper: Estes imensos robôs são os condutores do grandioso veículo Sweeper. São os Racing Drones mais altos e mais aterrorizantes já feitos.

#### Assistentes
Confira abaixo informações sobre os robôs responsáveis por aprimorar a tecnologia, os veículos, as armas, e que ajudam os Racing Drones a vencer as corridas, além de também aprimorarem outras técnicas. É bom lembrar que os Drones trabalham como um todo, portanto, todos os robôs colaboram entre si para melhorar seu exército de máquinas, porém, os robôs abaixo são os únicos que não pilotam nenhum tipo de veículo.
- RD-W1: RD-W1 ("Racing Drone Worker") é um modelo robótico dos Racing Drones que tem a função de trabalhar em seus veículos, armas, e aprimorar a tecnologia. Estes robôs foram criados especificamente e unicamente para trabalhar, e Gelorum não possui nem um tipo de piedade para destruí-los no caso de falhas.
- Drones de reconhecimento: Robôs flutuantes que entram dentro dos reinos para detectar os melhores caminhos que os Drones deverão tomar, além de transmitirem imagens ao vivo para Gelorum e todo o seu Quartel General. Podem reconhecer também a localização de outros AcceleChargers que não estejam na posse dos Drones.
- Sweeper Drones: Robôs implantados no veículo Sweeper para entrarem debaixo de carros adversários com o objetivo de assumir seus controles e levá-los para dentro do poderoso caminhão varredor, capturando logo depois o piloto.

### Silencerz
De origem desconhecida e nebulosa, os Silencerz são um grupo super-secreto de misteriosos pilotos espiões. Os veículos dos Silencerz são especialmente desenhados para sabotagem e cuidadosas operações, além de serem invisíveis ao radar. Utilizam tecnologias de sonar, o que lhes permite andar em condições de total escuridão. Eles também nomeiam seus carros baseando-se na tabela periódica, sendo que os veículos são feitos de metal líquido e podem se camuflar, modificar sua aparência, se magnetizar nas pistas, e atirar rajadas de pulso eletromagnético. Até mesmo a sua relação de pilotos é mantida em mistério. Mas uma coisa é certa: os Silencerz tem acesso aos reinos de corrida, e eles querem colocar suas mãos nos AcceleChargers. Infelizmente, como dito anteriormente, a relação destes pilotos é mantida em segredo, portanto, não se pode detalhá-los muito bem nesta sessão. Abaixo, confira os membros dos Silencerz.

#### Pilotos
- Major Jack Wheeler: Pai de Vert e supostamente líder de um esquadrão de elite do exército, sempre mostrou ao filho que a obrigação vem em primeiro lugar, mesmo que tenha de escolher entre duas coisas que são tudo na sua vida. Jack Wheeler nunca revelou ao filho sua real ocupação no exército, e sua estranha aparição no final da Corrida Mundial com o Dr. Tezla demonstrava que os dois já se conheciam, o que pode explicar porque a tecnologia de Tezla é semelhante à da equipe Silencerz. Após o Reino do Canal, Wheeler percebeu que Vert não estava mais pilotando. Preocupado, ele retorna até sua casa, onde encontra o filho. Enquanto conversavam, Jack diz ao filho que deveria largar o que estivesse fazendo, pressupondo que Vert se perderia em um dos reinos. Após Vert adentrar ao Quartel General dos Silencerz, o mesmo é capturado pelos membros da equipe. Logo depois, Jack revela-se ao seu filho como um dos pilotos da equipe. Durante a série, pilotou os veículos Iridium e Vectra Magnesium.
- Outros Pilotos: O restante dos pilotos da equipe Silencerz são um mistério a ser desvendado. Liderados por Jack Wheeler, entram nos reinos camuflados na tentativa de vencê-los antes que os demais pilotos. Sobre a identidade deles, alguns dizem serem ex-pilotos recrutados da Corrida Mundial, outros dizem serem pilotos perdidos em reinos anteriores que foram resgatados. Independente de todas as especulações em volta da equipe Silencerz, o que sabemos é que são extremamente rápidos e inteligentes, utilizando o máximo dos recursos disponíveis para vencer os reinos. Por sorte, nenhum dos pilotos dos Silencerz causou algum tipo de acidente que prejudicasse os demais pilotos. Durante a série, pilotaram os veículos Accelium, Anthracite, Covelight, Iridium, Metaloid, Nitrium, Octanium e Technetium.

#### Assistentes
Equipe responsável pela criação da tecnologia usada pelos carros dos Silencerz e por guiá-los dentro dos reinos. Incrivelmente inteligentes, farão de tudo para fazer os pilotos vencerem as corridas de uma maneira perspicaz e insuperável. Abaixo, confira algumas informações sobre estes personagens.
- Técnicos Silencerz: A equipe de especialistas dos Silencerz. São responsáveis pelos ajustes e o desenvolvimento dos recursos da equipe, buscando melhorar os veículos cada vez mais até fazer com que sejam invencíveis na pista. Exercendo diversas funções dentro de sua base, mostram ser a principal ajuda dos Silencerz durante as corridas. A identidade deles é mantida em segredo, mas acredita-se que sejam cientistas, assim como o Dr. Tezla, e que vêm trabalhando desde a descoberta da Via 35. Um de seus projetos mais bem sucedidos são os Silencerz X-88, que auxiliam os técnicos dentro da base, além de também serem enviados aos reinos.
- Silencerz X-88: Os Silencerz X-88 possuem a mais avançada tecnologia de inteligência artificial, capazes de fazer centenas de milhares de cálculos por segundo e tomar decisões sozinhos, além de serem auxiliares dos técnicos na base dos Silencerz. Cada um deles é equipado com um dispositivo de pulso eletromagnético capaz de desativar componentes eletrônicos por um tempo ou definitivamente, além de um sistema de navegação e mapeamento de alta performance, o que permite que eles criem os caminhos que os Silencerz devem seguir. Um dos modelos X-88 deu origem a Gig, que utilizando um sistema de proteção de hardware capaz de evitar reprogramações, fez com que Gig fornecesse dados sigilosos para os Silencerz.

### Outros
- Dr. Peter Tezla: Peter Tezla é um brilhante cientista que organizou a "Corrida Mundial", a competição automobilística mais desafiadora já conhecida até aquele momento. Após abandonar suas antigas sedes, conhecidas como Cubo e localizadas nas quatro partes do planeta, o cientista, com a ajuda de Lani, Gig, outros pilotos e alguns engenheiros, construiu uma nova e gigantesca base, a qual chamou de Acceledrome. No quesito de personalidade, Tezla mostra ser um homem muito reservado, do tipo que apenas compartilha informações se decidir que a pessoa em questão precisa realmente saber de tal dado. Isto gera uma certa desconfiança entre aqueles que ele lidera - especialmente Kurt Wylde, o qual nunca confiou em Tezla. Embora tenha uma natureza misteriosa, possui um companheiro muito confiável chamado Gig: um computador-robô flutuante. Gravemente ferido pelos Racing Drones na Via 35, o corpo de Tezla agora é sustentado por um exosqueleto composto de complexos equipamentos cibernéticos. Tendo descoberto os segredos escondidos do Anel do Poder antes de ser ferido (e antes que Gelorum o capturasse), Tezla foi capaz de desenvolver, com o uso de recursos holográficos, imagens que reproduzem o mapa dos locais de corridas contidos no artefato. Tezla possui também uma certa conexão com os Silencerz. Quando questionado sobre essa aparente conexão, ele afirma ter sido vítima de roubo. Mais tarde, porém, é desvendado que Tezla trabalhava para os Silencerz, tendo roubado parte de sua tecnologia, incluindo Gig. Ao revelar a tecnologia para o público após a construção dos carros da Corrida Mundial, Tezla ficou com todo o crédito e tornou-se rico. Durante a série, pilotou o veículo Nitrium.
- Gig: Um inteligente computador voador, Gig é o leal e confiável assistente robótico do Dr. Tezla. Após os terríveis ferimentos de seu mestre, Gig o auxiliou na sua reabilitação, ajudando, inclusive, a lhe colocar na sua bioarmadura. Foi também o responsável por convocar os pilotos das equipes Teku e Metal Maniacs, com o intuito de levá-los para os reinos a serviço de Tezla. Gig é uma máquina extremamente complexa, possuindo muitas características humanas, incluindo senso de humor. Lamentavelmente, seu cérebro é muito vulnerável a influências.
- Lani Tam: Uma mulher com incríveis habilidades mecânicas e um senso de direção que compensa a sua relativa inexperiência em carros de corrida, Lani participou da Corrida Mundial como piloto e companheira de Vert, líder do time "Detonadores de Ondas". Antigamente considerada uma "garotinha", Lani mostrou ter amadurecido, continuando porém com seu aspecto questionador. Ela agora trabalha para Tezla, o auxiliando nos seus projetos e no desenvolvimento de tecnologias, sendo apontada como uma indispensável assistente tanto para o comandante quanto para os pilotos, que são guiados nos reinos por Lani. Ela e o Dr. Tezla normalmente ficam na sala de controle do Acceledrome, e apesar de ser uma assistente, por vezes também dirige. Durante a série, Lani pilotou o veículo '55 Chevy Nomad.
- Brian "Zone" Kadeem: Outro piloto que correu anteriormente na Corrida Mundial, Kadeem e alguns outros participantes desta competição foram recrutados para auxiliar o Dr. Tezla pouco tempo depois do término do evento. Uma pessoa forte, direta e um heroico líder de equipe, Kadeem é alguém para se admirar tanto nas pistas como fora delas. Sua única motivação para correr na Via 35 era a de ter a possibilidade de ajudar seu povo, que vivia no deserto e morria de fome. Apesar de Kadeem não ter vencido a corrida, o campeão Vert entregou-lhe seu cheque de 5 milhões de dólares para assim ajudar o seu povo. Entretanto, ele não chegou a voltar para a sua terra já que se envolveu com a construção do Acceledrome. Após ser capturado pelos Racing Drones no Reino da Tempestade, Kadeem foi transformado num maligno ciborgue por Gelorum, sendo depois derrotado por Kurt e Mark Wylde no Quartel General dos Drones. Durante a série, pilotou o veículo Krazy 8's.
- Accelerons: Seres alienígenas tecnologicamente avançados amantes de corridas responsáveis pela criação de Gelorum e os Racing Drones há milhares de anos. Habitantes do planeta Terra antes do surgimento da raça humana, eles também criaram a dimensão Via 35, o Anel do Poder, os Reinos de Corrida, os Hyperpods e os AcceleChargers. Tiveram a ideia de construir tais adventos para os mesmos servirem de um teste no qual o vencedor conquistaria o direito de tornar-se um "AcceleRacer" e assim adentrar ao seu mundo, tendo designado as pistas particularmente para criaturas vivas. Antes de deixarem as pistas prontas, os Accelerons criaram a ordem de androides Racing Drones para testá-las. Entretanto, os mesmos foram programados com tanta sede de glória que acabaram se rebelando contra os seus criadores, obrigando-os a voltar para seu mundo e deixar os robôs num vazio planeta Terra. Os Accelerons mostram ser muito sábios, mas também expressam uma tendência, ou até mesmo fragilidade, em fazer de tudo uma competição, ponto que se assemelha um pouco ao Dr. Tezla.
- Sparky: Um inusitado robô moldado por Monkey, Sparky era um RD-S1 antes de ter sido esmagado por Karma no primeiro filme, quando Vert acidentalmente o trouxe para o portal em seu Deora II. Subsequentemente, foi testado por Karma e Gig para saber como os robôs pilotavam e venciam os reinos. Num episódio entre o segundo e o terceiro filme, este mesmo RD-S1 usou um transmissor e roubou um carro para escapar do Acceledrome, mas foi em seguida esmagado por Mark Wylde. No terceiro filme, Monkey utilizou o que restou deste RD-S1 para criar Sparky, introduzindo em seu corpo diversos objetos, incluindo um balde de limpeza, um boné, partes de uma bicicleta, um novo tronco de robô, óculos, e pernas de um MD-01 destruído trazidas por Shirako do Reino da Sucata. No último filme, Sparky auxiliou Vert na corrida de habilidades para se tornar um AcceleRacer. Depois, ainda foi capaz de avisar a Monkey e os outros pilotos que Vert dirigiu no portal da corrida final e foi atacado por Gelorum, tendo também a vencido. Entretanto, o robô mostrou estar muito confuso e não conseguiu responder com clareza sobre a localização de Wheeler e os AcceleChargers.
- Rachel Wheeler: Mãe de Vert, a qual morreu quando ele ainda era pequeno. Sua única aparição na série se dá quando seu retrato aparece no terceiro filme.

## Universo
Confira abaixo informações sobre os elementos presentes no universo da série.

### Cenários

#### Reinos de Corrida
Acessados com o uso do Anel do Poder, os Reinos de Corrida são espetaculares campos interdimensionais automobilísticos. Sempre em alta velocidade, o objetivo das equipes em pilotar nestes reinos é conquistar o direito de se tornar um AcceleRacer. Com centenas de rotas diferentes e os mais diversos tipos de ambientes, os Reinos de Corrida foram criados pelos Accelerons para servir como o teste final que provará se o vencedor poderá entrar em seu mundo, e a passagem pelas várias pistas irá demonstrar as capacidades e habilidades dos motoristas em todas as condições possíveis. Apenas os melhores e mais corajosos pilotos conseguirão competir nestas corridas, sendo que no fim de cada uma delas o ganhador conquistará potentes cartões de energia conhecidos como AcceleChargers, um prêmio que ajudará na disputa dos próximos desafios. Além disso, os reinos também contam com Hyperpods, veículos muito especiais escondidos dentro dos mundos, os quais podem ajudar os condutores a encontrar melhores saídas. Segundo o Dr. Tezla, os Accelerons construíram mais de 100 Reinos de Corrida. No entanto, apenas 15 são conhecidos, e somente 12 são exibidos nos filmes e seus episódios. Confira abaixo informações sobre os reinos relacionados à série.
Reino do Nevoeiro: Pouco se sabe sobre o Reino do Nevoeiro, exceto que ele foi concluído antes dos eventos do primeiro filme. Este reino testa a habilidade do piloto em dirigir por ambientes de baixa visibilidade.
Vencedor: Racing Drones.
Reino da Distorção: Um mundo onde não existem leis da física e nem mesmo gravidade. Suas pistas variam de tamanho, forma e comprimento, criando ilusões em consequência de suas contorções. O reino foi concluído antes dos eventos do primeiro filme e testa as habilidades do piloto em permanecer na pista enfrentando condições desfavoráveis.
Vencedor: Racing Drones.
Reino do Monumento: Um Reino de Corrida que envia os pilotos para dentro de tumbas antigas com descrições de como escapar delas. Foi concluído antes dos eventos do primeiro filme e tem como principal propósito testar a inteligência do piloto.
Vencedor: Racing Drones.
Reino da Tempestade: Com pistas que fazem loopings e curvas por entre as nuvens, como se estas fossem montanhas colossais, o Reino da Tempestade é um mundo de raios e trovões. Esta pista testa a habilidade do piloto em manter-se atento e sem distrações.
Vencedor: Racing Drones.
Reino do Pântano: O Reino do Pântano caracteriza-se por uma pista sinuosa que corre ao redor de árvores gigantescas, as quais crescem em um fétido e ao mesmo tempo incrível pântano. Criaturas famintas surgirão nas sombras deste reino, sempre prontas para devorar os pilotos. A própria pista está viva e continuamente crescendo. Ela serve para testar os pilotos a terem o melhor traçado.
Vencedor: Nolo Pasaro.
Reino da Caverna: O obscuro e assustador Reino da Caverna caracteriza-se por curvas fechadas, mergulhos inesperados, goteiras, e trechos de pista que mudam de direção dentro da escuridão total. Os Accelerons projetaram o Reino das Cavernas para testar a habilidade do piloto em dirigir no escuro.
Vencedor: Porkchop.
Reino da Lava: Pedras enormes flamejantes, erupções de lava e gêiseres de magma são alguns dos perigos que os pilotos enfrentam no Reino da Lava. Tendo a lava corrente como uma ameaça constante, os pilotos precisarão cuidar bastante de seus de pneus para que não fiquem muito quentes.
Vencedor: Racing Drones.
Reino Aquático: A pista do Reino Aquático localiza-se tanto acima quanto abaixo da superfície do oceano. Alguns trechos dela são totalmente submersos, abrigando os pilotos dentro de tubos transparentes. O reino irá testar os condutores em fazer a hidroplanagem.
Vencedor: Racing Drones.
Reino da Metrópole: O Reino da Metrópole é um mundo que oferece uma imensa cidade para ser explorada durante a noite, sendo totalmente deserta e pontilhada de luzes e de neon. O encontro das ruas desta cidade bizarra obrigarão os pilotos a demonstrar suas habilidades em brecar de leve para mais tração e equilíbrio.
Vencedor: Silencerz.
Reino do Penhasco: No Reino do Penhasco, os pilotos precisarão dirigir em curvas fechadas enquanto evitam deslizamentos de pedras e grandes urubus voadores. Para ser concluído, este reino obriga dos condutores a utilização de derrapagens controladas e a manutenção da velocidade nas suas curvas extremamente fechadas.
Vencedor: Racing Drones.
Reino do Gelo: Com uma pista em sua maior parte coberta pelo gelo, que pode rachar e se desmoronar a qualquer momento, o Reino do Gelo apresenta uma rota dominada pela neve. Os competidores precisarão ser muito bons e habilidosos nas superfícies lisas se quiserem chegar à linha de chegada.
Vencedor: Silencerz.
Reino do Canal: Este reino de corrida se caracteriza por uma pista que corre por dentro de infinitos tubos iluminados a neon. Muitas vezes obrigando o piloto a dirigir de cabeça para baixo, dominar esta pista é mais um passo para o sucesso.
Vencedor: Silencerz
Reino da Sucata: O Reino da Sucata é um gigantesco ferro-velho tomado por sucata e ameaças vivas de metal. Pilhas de sucata caem sobre a pista, ameaçando esmagar os carros dos competidores. Os Accelerons projetaram este reino para testar a capacidade dos pilotos em realizar a passagem perfeita pelos Chicanes.
Vencedor: Kurt Wylde.
Reino das Ruínas: Com uma atmosfera que evoca a Ilha da Páscoa, o Reino das Ruínas é repleto de estátuas colossais e edificações de pedra. Com uma antiga pista de mármore que ameaça desmoronar a qualquer momento, os pilotos terão que utilizar suas melhores habilidades se quiserem vencer.
Vencedor: Racing Drones.
Reino Cósmico: O Reino Cósmico se caracteriza por uma pista composta de anéis planetários coloridos que estão suspensos no espaço. Chuvas de meteoros e buracos negros são alguns dos perigos que este reino possui. Os pilotos necessitarão manter a gravidade para vencer este último reino de corrida.
Vencedor: Silencerz.

#### Outros locais
Acceledrome: Atual sede e laboratório do Dr. Tezla, o Acceledrome é muito maior e mais bem equipado que suas versões anteriores, que eram conhecidas como Cubo. Esta gigantesca matriz automobilística possui uma pista interna com vários loopings, área de testes, centro de controle, garagem e, propriamente, um laboratório, além de contar com um réplica do Anel do Poder, a qual através das vibrações do verdadeiro anel permite que os pilotos entrem nos Reinos de Corrida. A localização do Acceledrome é secreta, sendo que a sede é protegida por uma holografia que imita uma montanha, permitindo que ela passe despercebidamente pelos menos avisados. Sua pista de testes subterrânea permite altas velocidades com direito a salto sobre rochas. O centro de controle tem ampla visão de todo Acceledrome, fora as câmeras instaladas tanto nos carros quanto em outras áreas. Mesmo com todo o sigilo sobre o que ocorria no Acceledrome, Gelorum conseguiu sua localização. Após a invasão dos Racing Drones e a fuga dos pilotos, o Acceledrome foi destruído para evitar que eles saíssem.
Quartel General dos Racing Drones: Uma fábrica imensa que produz carros, motos e robôs prontos para pilotar a todo tempo. Este quartel general é uma enorme e complicada ruína do que foi uma vez a Hot Wheels City, local onde se encontrava o Anel do Poder. A transformação da cidade em sua base faz parte do grande plano dos Drones, o qual tem como objetivo acabar com seus criadores, os Accelerons. Inicialmente, os Racing Drones foram criados para testarem as pistas desenvolvidas pelos Accelerons, mas devido a sua inteligência artificial avançada, os mesmos começaram a questionar o propósito de sua existência e o real motivo das corridas. Os Accelerons viram que os Racing Drones fariam qualquer coisa pela vitória, esquecendo-se que o verdadeiro motivo das corridas é o esforço para vencer. Em um ato desesperado, fugiram para seu mundo e deixaram os robôs num planeta sem vida por milhares de anos: a Terra. Com a chegada da civilização, os Racing Drones viram a oportunidade de se vingar dos criadores que os exilaram, começando a montar a fábrica que construiria milhares de robôs por dia, para enfim reivindicar aquilo que lhe fora tirado anteriormente.
Quartel General dos Silencerz: De localização desconhecida, o Quartel General dos Silencerz abriga a mais alta tecnologia em desenvolvimento no mundo. Sua estrutura fica situada no subterrâneo de alguma cidade ou em alguma parte do estado. Sabe-se que a estrutura principal se assemelha ao Cubo, a base que Dr. Tezla usava na Corrida Mundial, mas as semelhanças são mais do que aparentam. Dentro dessa estrutura se encontram dezenas de técnicos e robôs auxiliares que ajudam no desenvolvimento dos carros, contando também com uma réplica do Anel do Poder que permite que os Silencerz também disputem os Reinos de Corrida. Sob o comando do Major Jack Wheeler, a equipe Silencerz demonstrou grande habilidade e muito desenvolvimento em armamentos e acessórios que podem salvar a vida de seus pilotos, assim como o R.E.P. em versão melhorada que permite que os carros retornem ao QG. Também foi a última parada de Vert, porém, não se sabe o motivo pelo qual ele foi mandado para lá. Talvez seja porque seria o único portal aberto naquele momento.

### Utensílios

#### AcceleChargers
Os AcceleChargers são cartões de energia criados pelos Accelerons que dão poderes ao carro que lhes usar para ajudar o piloto em um reino. Quando o piloto termina um reino na primeira colocação, um AcceleCharger correspondente a este reino se materializará dentro de seu carro e levitará até que ele o pegue. Os cartões possuem forma retangular e carregam o símbolo do reino correspondente em seu centro. Cada um deles emite uma frequência única de energia, e para usá-los, o piloto deve lhes colocar em um compartimento especial dentro do carro, permitindo que o veículo use a energia. Ao usar um AcceleCharger, o carro brilhará na mesma cor deste cartão. No entanto, o uso excessivo de um AcceleCharger causará mau funcionamento no carro e se romperá por completo, enquanto que em alguns casos pode simplesmente desligar. Quando um certo número de AcceleChargers é reunido, uma onda causada pela combinação de suas energias enviará um sinal ao Anel do Poder, fazendo com que o artefato comece a girar rapidamente e de forma errática. Em seguida, o anel criará um portal de cor dourada que levará o piloto à Corrida Final, uma reconfiguração que passa ligeiramente por todos os reinos correspondentes aos AcceleChargers que o piloto estiver usando. Confira abaixo informações sobre cada um dos AcceleChargers exibidos na série.
AcceleCharger do Nevoeiro: Faz com que o piloto enxergue bem quando a visibilidade está baixa.
AcceleCharger da Distorção: Desmaterializa o carro quando há perigo e o teletransporta para outra área a uma curta distância.
AcceleCharger do Monumento: Torna o carro bidimensional, permitindo-o perfurar objetos.
AcceleCharger da Tempestade: Protege o carro de raios.
AcceleCharger do Pantâno: Cria uma estrada de plantas embaixo do carro.
AcceleCharger da Caverna: Permite ao piloto ver na escuridão total.
AcceleCharger da Lava: Cria pneus que estão sempre em perfeitas condições.
AcceleCharger da Água: Dá ao carro a habilidade de ser dirigido sobre a água.
AcceleCharger da Metrópole: Cria um campo de força em torno do carro.
AcceleCharger do Penhasco: Permite ao carro fazer curvas muito fechadas sem diminuir a velocidade.
AcceleCharger do Gelo: Dá ao carro a capacidade de ser dirigido sobre terreno escorregadio.
AcceleCharger do Canal: Permite que o carro seja dirigido de cabeça para baixo.
AcceleCharger da Sucata: Cria uma pista alternativa em baixo do carro que permite passar por cima de qualquer detrito.
AcceleCharger das Ruínas: Permite ao carro passar através de objetos.
AcceleCharger Cósmico: Dá ao carro a habilidade de andar na velocidade da luz.

#### Outras ferramentas
Nitrox: Para mais velocidade, os pilotos ocasionalmente ativam o Nitrox, um dispositivo nitroderivado de alta tecnologia desenvolvido pelo Dr. Tezla. A versão conhecida como Nitrox 2 permite que cada piloto acelere seu veículo para um limite de 300 milhas por hora, velocidade necessária para passar de uma dimensão a outra. Tal versão foi usada primeiramente na Corrida Mundial, sendo que seu modelo antecessor nunca foi revelado ao público. Posteriormente, Monkey desenvolveu um variante do Nitrox 2, intitulado por ele de Nitrox 3½. É supostamente melhor do que a sua versão anterior, e segundo o próprio Monkey, também é capaz de fazer o carro atingir 160 milhas por hora de marcha ré. Por fim, foi desenvolvido pelo Dr. Tezla e sua equipe o Nitrox Afterburner, um modelo especial de coloração azul altamente mais potente que o Nitrox 2. Quando usado, é ativada uma propulsão a jato ao carro, enquanto que chamas azuis são emitidas da parte de trás do veículo e uma aura brilha sobre ele. Cada veículo pode carregar apenas uma quantidade limitada de Nitrox, seja qual for sua versão.
Pneus Racing Drones: Durante o Reino da Lava, onde o objetivo era preservar os pneus de maneira única para completar a corrida, decorre-se um certo conflito entre os pilotos humanos e os Racing Drones, no qual um carro dos Drones é abatido. Com isso, o corredor Monkey repara que a tecnologia utilizada nos pneus dos veículos destes robôs é muito superior aos seus, resolvendo levar um deles a Tezla, que acaba implementando a tecnologia nos carros da Teku e Metal Maniacs. Os pneus aprimorados possuem a capacidade de se reconfigurar em oito padrões para encarar qualquer terreno.

## Elenco
Confira abaixo o elenco responsável pela realização das vozes originais dos personagens da série.

### Teku
- Vert Wheeler: Andrew Francis
- Kurt Wylde: Brian Drummond
- Nolo Pasaro: Dexter Bell
- Karma Eiss: Lisa Ann Beley
- Shirako Takamoto: Kirby Morrow
- Tone Pasaro: Craig Veroni

### Metal Maniacs
- Mark Wylde: Will Sanderson
- Tork Maddox: Adrian Holmes
- Taro Kitano: Kevan Ohtsji
- Porkchop: David Kaye
- Monkey: Andrew Duncan

### Racing Drones
- Gelorum: Kathleen Barr
- RD-L1: Mark Oliver

### Silencerz
- Jack Wheeler: John Payne

### Outros
- Dr. Tezla: Michael Donovan
- Lani Tam: Venus Terzo
- Gig: Kasper Michaels
- Brian Kadeem: Cusse Mankuma

Diretor de voz: Michael Donovan

## Dublagem

### Dublagem brasileira
A dublagem brasileira foi realizada no estúdio Centauro Comunicaciones, de São Paulo.
| Personagem       | Dublador         | Outros trabalhos de dublagem                |
| Vert Wheeler     | Yuri Chesman     | Saitama em One Punch-Man                    |
| Dr. Tezla        | César Marchetti  | Sr. Popo em Dragon Ball Z                   |
| Gelorum          | Letícia Quinto   | Saori Kido em Os Cavaleiros do Zodíaco      |
| Kurt Wylde       | Celso Alves      | Tremy de Sagita em Os Cavaleiros do Zodíaco |
| Mark Wylde       | Márcio Araújo    | James em Pokémon                            |
| Lani Tam         | Márcia Regina    | Misty em Pokémon                            |
| Nolo Pasaro      | Douglas Guedes   | Tom em Chaotic                              |
| Tork Maddox      | Tatá Guarnieri   | Kenshin Himura em Samurai X                 |
| Taro Kitano      | Affonso Amajones | Sanosuke Sagara em Samurai X                |
| Karma Eiss       | Fátima Noya      | Anne em Guerreiras Mágicas de Rayearth      |
| Monkey           | Sérgio Corsetti  | Duke Devlin em Yu-Gi-Oh!                    |
| Porkchop         | Guilherme Lopes  | Nappa em Dragon Ball Z                      |
| Brian Kadeem     | Mauro Eduardo    | Inuyasha em Inuyasha                        |
| Shirako Takamoto | Ricardo Sawaya   | Medusa em Os Cavaleiros do Zodíaco          |
| Jack Wheeler     | Eudes Carvalho   | Moa em Os Cavaleiros do Zodíaco             |

## Outras mídias

### DVDs
Ao todo, 7 DVDs relacionados à série foram lançados, com todos possuindo conteúdo extra. Além disso, um box contendo os 4 filmes completos foi lançado pela Warner Home Video no dia 28 de novembro de 2006. Confira abaixo informações sobre cada um destes DVDs.
DVD 1 – Clash on the Coast
Disco contendo os primeiros 20 minutos do filme Hot Wheels: AcceleRacers - Ignition em forma de episódio, além de uma cena excluída do longa de 60 minutos e conteúdos adicionais. Disponível apenas no formato Fullscreen, este DVD originalmente vinha acompanhado do brinquedo Dual Driller Hyperpod.
DVD 2 – Storm Realm Survival
Disco contendo o segundo terço do filme Hot Wheels: AcceleRacers - Ignition em forma de episódio e conteúdos adicionais. Disponível apenas no formato Fullscreen, este DVD originalmente vinha acompanhado do brinquedo Dual Driller Hyperpod.
DVD 3 – Swamp Attack
Disco contendo os últimos 20 minutos do filme Hot Wheels: AcceleRacers - Ignition em forma de episódio, além de conteúdos adicionais. Disponível apenas no formato Fullscreen, este DVD originalmente vinha acompanhado do brinquedo Slam Ram Hyperpod.
DVD 4 – Ignition (Volume 1)
Disco contendo o filme Hot Wheels: AcceleRacers - Ignition completo no formato Widescreen e conteúdos adicionais.
- Conteúdo extra: 4 mini-episódios, biografias, galeria de carros, glossário, vídeo de introdução ao jogo de cartas, e trailers[18][19] (Região 1)
- Lançamento: 22 de março de 2005

DVD 5 – The Speed of Silence (Volume 2)
Disco contendo o filme Hot Wheels: AcceleRacers - The Speed of Silence completo no formato Widescreen e conteúdos adicionais.
- Conteúdo extra: 4 mini-episódios, clipe musical, quiz virtual, e link para emblemas imprimíveis[20][21] (Região 1)
- Lançamento: 23 de agosto de 2005

DVD 6 – Breaking Point (Volume 3)
Disco contendo o filme Hot Wheels: AcceleRacers - Breaking Point completo no formato Widescreen e conteúdos adicionais.
- Conteúdo extra: 4 mini-episódios, clipe musical, e quiz virtual[22] (Região 1)
- Lançamento: 28 de março de 2006

DVD 7 – The Ultimate Race (Volume 4)
Disco contendo o filme Hot Wheels: AcceleRacers - The Ultimate Race completo no formato Widescreen e conteúdos adicionais.
- Conteúdo extra: 4 mini-episódios, clipe musical, quiz virtual, e link para acessar o universo online da série[23] (Região 1)
- Lançamento: 28 de novembro de 2006

### Trilha sonora
Confira abaixo a lista de faixas contidas na trilha sonora da série, distribuída pela Sony BMG.

#### Faixas
| N.º            | Título                                                 | Duração |  |
| 1.             | "AcceleRacers Theme - Robbie Wycoff"                   | 2:30    |  |
| 2.             | "Drive - Jim Kaufman"                                  | 3:38    |  |
| 3.             | "Action - Cashis Clay"                                 | 4:15    |  |
| 4.             | "Anything But Down - Chris Holmes"                     | 3:56    |  |
| 5.             | "Go! - Mark Mrdeza"                                    | 2:47    |  |
| 6.             | "Accelorate - Cashis Clay & Kelly Lee McCartney"       | 4:12    |  |
| 7.             | "Drag Racer - Cliff Rigano"                            | 2:56    |  |
| 8.             | "Get to the Finish Line - Jim Kaufman"                 | 2:58    |  |
| 9.             | "Tearin' Up the Streets - Man-D & Kelly Lee McCartney" | 3:40    |  |
| 10.            | "Pedal to the Metal - Kazzer"                          | 3:28    |  |
| 11.            | "Hot Rod - Christopher Lawrence"                       | 6:12    |  |
| 12.            | "Circles - Nonpoint"                                   | 3:31    |  |
| 13.            | "Open Road Song - Eve 6"                               | 3:16    |  |
| Duração total: | Duração total:                                         | 44:39   |  |

## Curiosidades
- A série AcceleRacers foi visada para um público de 10-16 anos, faixa etária mais madura que o usual.
- Mark Wylde e Vert Wheeler possuem a mesma idade.
- Os Silencerz são uma equipe especial de pilotos a serviço do governo dos Estados Unidos.
- O Dr. Tezla trabalhava originalmente para os Silencerz. Entretanto, nesta época, a equipe ainda fazia pesquisas para desvendar os mistérios das escrituras achadas na Via 35. Após ter a certeza de que a Via 35 era um portal para um novo mundo, Tezla, obcecado por suas descobertas, roubou parte da tecnologia dos Silencerz e fundou a Corporação Scrim. Com a ajuda desta avançada tecnologia, criou carros nunca antes vistos para serem pilotados dentro da Via 35.
- Apesar de ter "roubado" parte da tecnologia dos Silencerz, Tezla era o principal cientista da equipe e designou a maior parte de seus protótipos.
- O Dr. Tezla também aprendeu grande parte da língua dos Accelerons.
- No último filme da série, Lani cita que Mark e Kadeem não foram os únicos pilotos a se perderem nos reinos, pronunciando em seguida nomes de ex-pilotos da Corrida Mundial que jamais retornaram, como Alec Wood, Dan Dresden e Banjee Castillo.
- No primeiro filme da série, o carro de Banjee pode ser visto boiando nas águas do Reino do Pântano.
- Os olhos de Vert Wheeler eram castanhos em Hot Wheels: World Race, mas em AcceleRacers são mostrados como azuis claros.
- Também em Hot Wheels: World Race, Vert não possui cavanhaque, mas em AcceleRacers, o mesmo aparece com um.
- Nolo mudou seu pensamento sobre Tork, dizendo, de uma forma indireta, que ele não foi o culpado pela morte de seu irmão, Tone.
- Depois de Vert parar na base dos Silencerz, o líder desta misteriosa equipe revela ser seu pai, mas a série não revela o que aconteceu após isso. Apesar de tanto o protagonista de Hot Wheels Battle Force 5 quanto seu pai compartilharem dos mesmos nomes daqueles de AcceleRacers, a animação não mostra que fim tiveram os Silencerz, indicando não ter ligação alguma com a série de filmes de 2005.